# Verwarming

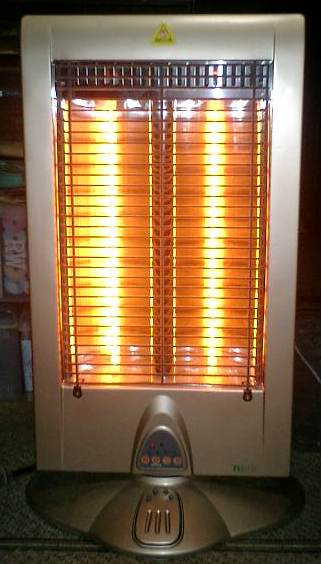
Stralingskachel

Met verwarming wordt bedoeld het (apparaat voor het) verhogen van de temperatuur van een object of een ruimte. Daarvoor wordt energie gebruikt, in de vorm van elektrische stroom die door een elektrische weerstand stroomt, of door verbranding van een energiebron zoals hout, kolen, gas of olie.

## Typen verwarming
Verwarming van een woning of gebouw, naar type:
- Centrale verwarming
- Open haard
- Kachel
- Warmtepomp

Radiatoren verwarmen de vertrekken in een gebouw en kunnen zijn aangesloten op een kachel of centrale verwarming.

## Energiebronnen
Verwarming van een woning of gebouw, naar energiebron:
- Verwarming met kolen, aardgas, aardolieproducten, elektriciteit, zonne-energie, hout.

Deels betreft dit fossiele brandstoffen. Om het milieu te sparen zijn er energiebesparende maatregelen zoals (subsidies voor) zonnepanelen en dergelijke. De consument kan zo tevens besparen op verwarmingskosten.
Het verwarmen van een ruimte wordt (al dan niet overdrachtelijk) stoken genoemd.

### Overige warmteopwekkers
Ook kan warmte worden opgewekt met wrijvingswarmte of weerstandswarmte.